# Johann Gottlob Carpzov
Johann Gottlob Carpzov, född den 26 september 1679 i Dresden, död den 7 april 1767, var en tysk evangelisk-luthersk teolog, son till Samuel Benedikt Carpzov, brorson till Johann Benedikt Carpzov II. 
Carpzov var superintendent i Lybeck och är synnerligast känd genom sina arbeten Introductio in libros canonicos bibliorum vet. test. omnes (1721) och Critica sacra veteris testamenti (1728), vilka mot Richard Simon och Clericus hävdade ortodoxins inspirationslära och uppfattning av bibelböckernas historiska tillkomst.